# Ignazio Galli
Ignazio Galli (Velletri, 31 luglio 1841 – Roma, 10 febbraio 1920) è stato un presbitero, meteorologo e sismologo italiano.
Fu uno dei primi ad occuparsi di meteorologia e geodinamica in Italia e collaborò con i più importanti studiosi in questi campi. Si dedicò inoltre all'insegnamento e fu autore di diversi componimenti musicali. 

## Biografia[1]
Nel 1864, dopo gli studi al seminario, Galli fu ordinato sacerdote e nel 1875 divenne canonico del capitolo della Cattedrale di San Clemente (Velletri). Cominciò giovanissimo ad insegnare fisica al seminario e dal 1866 anche presso il liceo comunale. Nel 1874 ottenne la cattedra di fisica e storia naturale presso la Reale scuola tecnica di Velletri e dal 1899 insegnò matematica e scienze naturale presso il Reale ginnasio. 
Nel 1881 fu il promotore del progetto per la costruzione di un osservatorio meteorologico sul tetto del palazzo comunale di Velletri, che venne inaugurato il 18 novembre 1883 alla presenza di alcuni deputati, ministri e scienziati italiani. 
Nell'osservatorio Ignazio Galli installò anche un sismodinamografo per rilevare i terremoti e dal 1891 ne installò un secondo nel giardino della Reale scuola normale. 
Ignazio Galli era in stretto contatto con lo scienziato gesuita Angelo Secchi, del cui aiuto il sacerdote veliterno usufruì per acquistare gli strumenti necessari per il funzionamento dell'osservatorio comunale. Fu anche grazie ad Angelo Secchi che Galli fu ammesso alla Pontificia Accademia dei Nuovi Lincei. 
Nel 1884 Ignazio Galli fu premiato con una medaglia d’oro all’Esposizione internazionale di Torino per l'invenzione di un sismodinamografo, un sismografo e un evaporimetro. 

## Opere scelte
Alla cara e venerata memoria del Padre Angelo Secchi: ode, Roma, Tipografia della Pace di F. Cuggiani, 1878.
Altre osservazioni del prof. Palazzo nell'eclisse solare del 1919, in: Atti della Pontificia Accademia Romana dei Nuovi Lincei, anno LXXIII, Sessione I, 1919-1920, p. 27-32.
Atmidometro a livello costante, in: Memorie della Pontificia Accademia Romana dei Nuovi Lincei, vol. XVII, 1899, pp. 165-182.
Celebrità popolare del P.Angelo Secchi: prolusione alla accademia commemorativa data a Velletri il 15 del giugno 1879 in onore di quel sommo astronomo e fisico, Velletri, Tip. Sartori, 1879.
Come il termoscopio ad aria fu trasformato in termometro a liquido, in: Memorie della Pontificia Accademia Romana dei Nuovi Lincei, vol. XXVII, 1909,  pp. 209-264.
Deformazioni della immagine solare al tramonto - Nota II, in: Atti della Pontificia
Accademia Romana dei Nuovi Lincei, anno LXII, Sessione VII, 1908-1909, pp. 161-165.
Delle polveri terrestri che possono essere sospese nell'atmosfera, in: Memorie della Pontificia Accademia Romana dei Nuovi Lincei, vol. XXI, 1903, pp. 367-406.
Dello studio delle scienze naturali. Prolusione letta... al pubblico esperimento di fisica che diedero l'8 ottobre 1868 gli studenti del Liceo Municipale di Velletri, Roma, Tip. delle Belle Arti, 1869.
Diego de Revillas e le prime osservazioni meteorologiche a Roma, in: Memorie della Pontificia Accademia Romana dei Nuovi Lincei, vol. XXV, 1907, pp. 213-247.
Di una stazione litica preistorica in Velletri, in: Atti della Pontificia Accademia Romana dei Nuovi Lincei, anno XLII, 1888-1889, Sessione IV, p. 195, Sessione V, p. 239 e Sessione VI, p. 271. 
Elogio del Principe Don Baldassarre Boncompagni - catalogo degli scritti, in: Atti della Pontificia Accademia Romana dei Nuovi Lincei, anno XLVII, Sessione VII, 1893-1894, pp. 161-186.
Esperienze coll'evaporimetro a livello costante, in: Atti della Pontificia Accademia Romana dei Nuovi Lincei, anno LIV, Sessione V, 1900-1901, p. 94.
Fenomeni sismici, in: Atti della Pontificia Accademia Romana dei Nuovi Lincei, anno LV, Sessione VII, 1893-1894, pp. 153-154.
Fenomeno di rifrazione atmosferica, in: Atti della Pontificia Accademia Romana dei Nuovi Lincei, anno XLIV, Sessione VII, 1890-1891, p. 274.
Gli studi in Italia (Osservatorio Fisico - Meteorologico, Municipio di Velletri), Velletri, s.n., 1887.
Gli studi solari e l'Osservatorio spagnolo dell'Ebro, in: Atti della Pontificia Accademia Romana dei Nuovi Lincei, anno LXIV, Sessione VI, 1910-1911, pp. 145-149.
Il lavoro scientifico del professor Luigi Henry socio corrispondente della Pontificia Accademia dei Nuovi Lincei, in: Atti della Pontificia Accademia Romana dei Nuovi Lincei, anno LV, Sessione III, 1901-1902, pp. 78-80.
Il passato e il presente delle Paludi Pontine: nota bibliografica sopra
un'opera dell'ingegnere Romolo Remiddi, in: Atti della pontificia accademia romana dei nuovi Lincei, anno LXVI., Sessione III, 1913-1914.
Il professore d. Giuseppe Mercalli: elogio e bibliografia, in: Memorie della Pontificia Accademia Romana dei Nuovi Lincei, Serie II, volume I, 1915, p. 41.
Il Professor Lucio Gabelli, in: Atti della Pontificia Accademia Romana dei Nuovi Lincei, anno LXXII, Sessione V, 1918-1919, p. 141.
Il sismodinamografo: parte I: descrizione dell'istrumento, in: Memorie della Pontificia
Accademia Romana dei Nuovi Lincei, vol. II, 1884, pp. 221-232.
Illustrazione di una monografia del P. Achille Gerste Notes sur la Médicine et la Botaniques des anciens méxicains, Roma, Tip. dell'Istituto Pio IX, 1909. (Lucio Gabelli è coautore). 
Inaugurazione del nuovo osservatorio fisico-meteorologico, 18 di novembre 1883, Velletri, Breni, 1883.
Istruzioni per le osservazioni delle correnti terrestri, Torino, Collegio Artigianelli, 1884.
I terremoti nel Lazio, Velletri, Stab. tip. Pio Stracca, 1906.
Le perturbazioni magnetiche per l'eclisse solare del 1914, in: Atti della
Pontificia Accademia Romana dei Nuovi Lincei, Sessione II del 20 gennaio 1918, pp. 44-50.
La medicina e la botanica degli antichi Messicani: nota bibliografica, in: Atti. della Pontificia Accademia Romana dei Nuovi Lincei, anno LXIV, Sessione I, 1910-1911, p. 31-34.
La pioggia a Velletri: memoria, (Osservatorio fisico-meteorologico municipale di Velletri), Roma, Tip. della Pace di F. Cuggiani, 1904 (Estratto dalle Memorie della Pontificia Accademia Romana dei Nuovi Lincei, vol. XXII, 1904, p.277-369).
La teoria sull'origine della grandine di P. Secchi: risposta e paragonata coi fatti [di] Ignazio Galli, Velletri, Tip. Sartori, 1876.
Lettera del prof. D. Ignazio Galli al P. Secchi, in: Bullettino meteorologico dell'osservatorio del collegio romano, vol. XV, p. 59-60.
Nuovo sismografo, inventato e descritto dal prof. Ignazio Galli, Roma, Tip. della Pace di F. Cuggiani, 1879. 
Origine dell'Osservatorio di Velletri, Roma, Desclée e Lefebvre, 1903.
Periodo sismologico di Velletri dal novembre 1873 al gennaio 1874, in:
Bullettino del Vulcanismo Italiano, Roma, 1874, pp. 37 - 39.
Presentazione di un suo nuovo evaporimetro, in: Atti della Pontificia Accademia Romana dei Nuovi Lincei, anno XL, Sessione II, 1886-1887, p. 84.
Presentazione e riassunto di una pubblicazione dell'Ing. Romolo Remiddi: brevissimi cenni sullo stato attuale della bonifica pontina, in: Atti della Pontificia Accademia Romana dei Nuovi Lincei, anno LVIII, Sessione V, 1904-1905, pp. 170-171.
Relazione dei suoi studi sulle correnti elettriche telluriche, in: Atti della Pontificia Accademia Romana dei Nuovi Lincei, anno XXXII, Sessione V, 1878-1879, pp. 303-304.
Relazione intorno ad una scossa di terremoto avvenuta a Velletri il 4 gennaio 1888, in: Atti della Pontificia Accademia Romana dei Nuovi Lincei, anno XLI, Sessione IV, 1887-1888, p. 48.
Rinvenimento di fittili sotto strati eruttivi, in: Atti della Pontificia Accademia Romana dei Nuovi Lincei, anno LII, Sessione IV, 1898-1899, pp. 108-109.
Rivista intorno ai Brevissimi cenni sullo stato attuale della bonifica pontina, dell'ingegnere Romolo Remiddi, Roma, Tip. della Pace di F. Cuggiani, 1905.
Saggio delle curve fornite dal sismodinamografo in Velletri, in: Atti della Pontificia Accademia Romana dei Nuovi Lincei, anno XL, Sessione VIII, 1886-1887, pp. 183-184.
Saggio di geometria pura lineare piana e solida dato nel liceo municipale di velletri l'anno 1869, Velletri, Tip. Sartori, 1869.
Saggio di fisica sperimentale nel liceo municipale di Velletri, Velletri, Tip. Sartori, 1870.
Sopra alcune controversie sismologiche: postille del professore Ignazio Galli, Velletri, Tip. di Andrea De Lazzaro, 1890 (Osservatorio fisico-meteorologico municipale di Velletri, n. 5, 12 maggio 1890). 
Sui fenomeni sismici avvenuti in Italia e nelle regioni circostanti; e sulla aeronave del Conte da Schio, in: Atti della Pontificia Accademia Romana dei Nuovi Lincei, anno LVIII, Sessione VII, 1904-1905, p. 230-231.
Sulla forma vibratoria dei moti sismici, in: Atti della Pontificia Accademia Romana dei Nuovi Lincei, anno XLI, Sessione VIII, 1887-1888, p. 107.
Sul rinvenimento di armi in pietra focaia, in: Atti della Pontificia Accademia Romana dei Nuovi Lincei, anno XLIII, Sessione VII, 1889-1890, p. 215.
Sul sismodinamografo nell'Osservatorio di geodinamica in Aquila, in: Atti della Pontificia Accademia Romana dei Nuovi Lincei, anno XL, Sessione VII, 1886-1887, p. 176.